# Cieśnina Malakka
Cieśnina Malakka (ang. Strait of Malacca) – cieśnina łącząca Morze Andamańskie z Morzem Południowochińskim; oddziela Półwysep Malajski od Sumatry. Stanowi granicę między Oceanem Spokojnym a Indyjskim. Zaliczana formalnie do Oceanu Spokojnego.
Ma długość 937 km (jest najdłuższą na świecie cieśniną), a szerokość – 36 km. Nad cieśniną leży miasto Malakka, a w jej pobliżu – Singapur. Wody cieśniny w najwęższej części na całej szerokości stanowią morze terytorialne państw nadbrzeżnych, a żegluga odbywa się na zasadach prawa przejścia tranzytowego.
Od roku 1950 cieśnina ma dużą wagę w międzynarodowym transporcie ropy naftowej. Ponieważ łączy Ocean Indyjski z Pacyfikiem, stanowi jeden z najważniejszych węzłów komunikacyjnych międzynarodowego handlu morskiego i jest istotna dla gospodarek Chin, Japonii, Indii, Tajwanu, Korei Płd. Szacuje się, że rokrocznie przez jej wody przepływa około sześćdziesięciu tysięcy statków. Z tego powodu cieśnina znajduje się w sferze zainteresowań sił zbrojnych Indii, Chin i USA.